# Weilerburg (Rottenburg)
Die Weilerburg (historisch: Rotenburg) ist eine mittelalterliche Burgruine beim Rottenburger Stadtteil Weiler im Landkreis Tübingen in Baden-Württemberg.

## Lage
Die Ruine der Höhenburg befindet sich oberhalb des ehemaligen Burgweilers Weiler auf dem 555 m ü. NN hohen Rotenberg, der auch Burgberg genannt wird, einem Zeugenberg an einem nordöstlichen Ausläufer des Rammerts.

## Geschichte

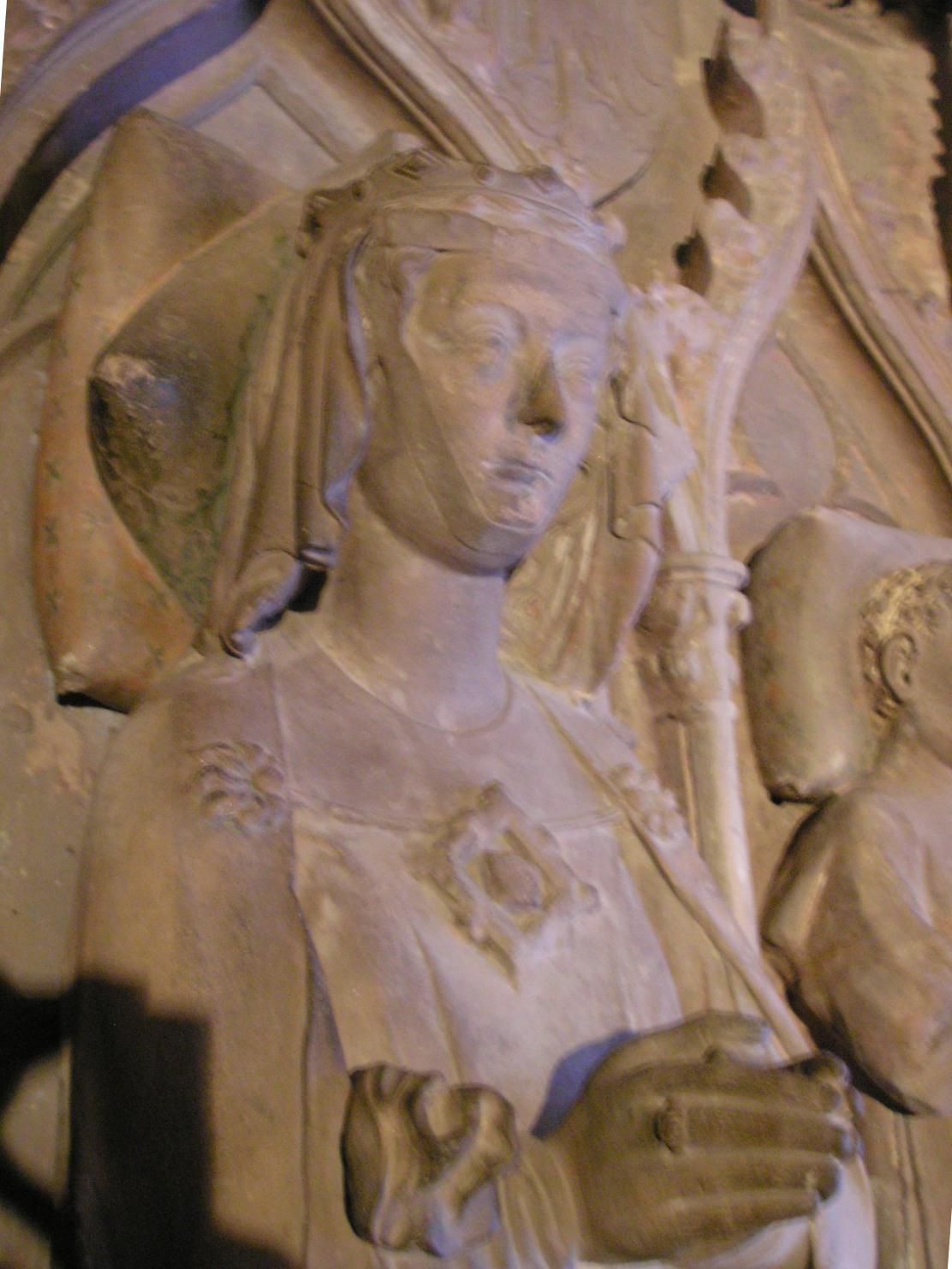
Skulptur Annas von Habsburg im Basler Münster

Die Höhenburg wurde 1225 erstmals in einer Urkunde genannt. Darin schlichtet der Sohn eines Grafen Burkhard von Zollern mit dem Namen „Albertus, dominus de Rotinburc“ als Herr von Rotenburg einen Streit zwischen dem Kloster Kreuzlingen und dem Erben eines Bauernhofes im Neckargau. Dieser Albert siegelt die Urkunde mit dem Siegel seines verstorbenen Bruders, einem Grafen Burkhard von Hohenberg.
Eine frühere Entstehungszeit der Burganlage ist wahrscheinlich. So wird bereits Mitte des 12. Jahrhunderts ein „Adelbertus de Rotenburg“ mit seinem Sohn Konrad genannt, der dem Kloster Hirsau in Gültstein Schenkungen machte. Die Ansicht, dass es sich bei diesen Rotenburgern um Vorfahren der von Zollern-Hohenberg handeln könnte, gilt mittlerweile als strittig. Vermutet wird stattdessen, dass sie einem möglichen Nebenzweig der Grafen von Dillingen entstammen. Diese freien Herren von Rotenburg gelten derzeit als die Erbauer der Burg.
Spätestens im 13. Jahrhundert war die Burg im Besitz der Grafen von Hohenberg. Die Stammmutter der Habsburger Dynastie, Gertrud von Hohenberg (* um 1225; † 16. Februar 1281), die spätere Königin Anna von Habsburg, soll auf der Burg ihre Kindheit und Jugend verbracht haben. Ihr Bruder, der Reichslandvogt und Minnesänger Graf Albrecht II. von Hohenberg (* um 1230; † 1298), der in manchen Urkunden auch Graf von Rotenburg genannt wird, soll zeitweise auf der Burg gesessen haben. Nachdem die Hohenberger in der von ihnen um 1280 neu aufgebauten Stadt Rottenburg eine Hofburg errichteten oder eine dort eventuell bereits existierende Burg weiter ausbauten, verlor die „alt Rotenburg“ ihre Funktion und wurde vermutlich nur noch zu Wohnzwecken benutzt.

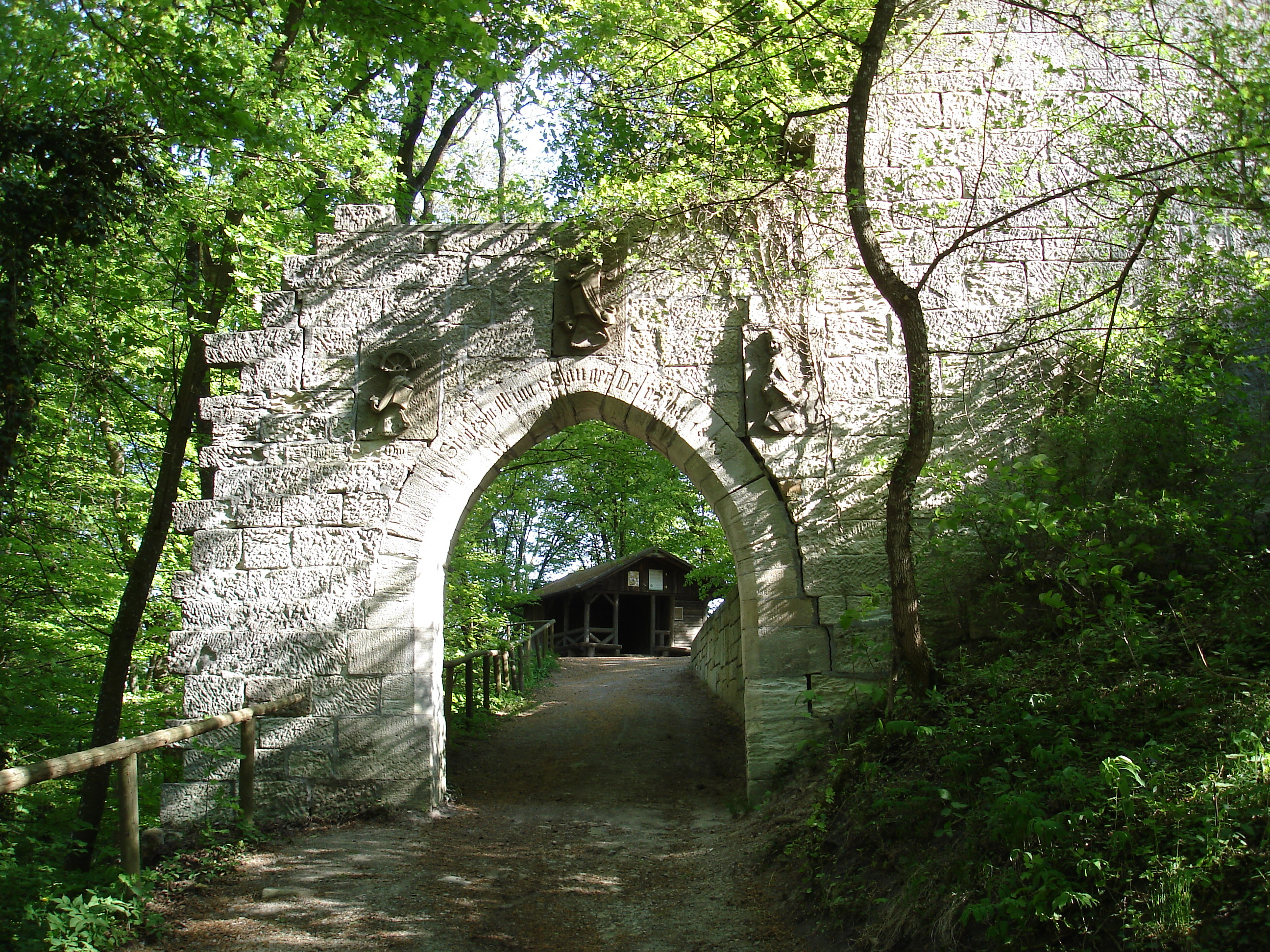
Minnesängertor der Weilerburg

1381 veräußerten die Hohenberger auch die Rotenburg an die Habsburger. 1407 soll sie einer Erzählung von Nicodemus Frischlin nach bei einem Raubzug des grauen Grafen Friedrich XII. von Zollern, genannt Oettinger, zerstört und danach nur teilweise wieder aufgebaut worden sein. Im 15. und 16. Jahrhundert diente sie zeitweise als Gasthof und als Ausflugsziel bei Jagden und verfiel zusehends.
1624 wurde die Burg bis auf die Fundamente abgetragen, die Burgsteine wurden auf Geheiß des österreichischen Vogtes für den Aufbau des Kapuzinerklosters in Ehingen (Rottenburg) verwendet.
1873/74 wurden der 24 m hohe Aussichtsturm und das Burgtor auf Initiative des Sülchgauer Altertumsvereins als „Sieges- und Minnesängerdenkmal“ wieder aufgebaut.
Seit 1974 ist die Stadt Rottenburg am Neckar im Besitz der Ruine.

## Anlage

Die Weilerburg in einer Federzeichnung von 1572

Die Ruine der Weilerburg ist ein im Sommer geöffnetes, beliebtes Ausflugsziel in der Region mit Grillstelle und Getränkeausschank. Sie wird vom Deutschen Alpenverein, Sektion Rottenburg, betreut und bewirtet. Wenn die von weitem sichtbare Flagge gehisst ist, ist auch der Ausschank geöffnet.
Vom Aussichtsturm hat man einen weiten Panoramablick über das Zentrum des Südwestdeutschen Schichtstufenlandes. Von hier aus hat man auch eine gute Sicht auf den Albtrauf, den Steilabfall der Schwäbischen Alb.